# Заостровье (посёлок при железнодорожной станции, Лодейнопольский район)
Заостровье — посёлок при железнодорожной станции в Лодейнопольском городском поселении Лодейнопольского района Ленинградской области.

## История

Станция Заостровье на карте1943 года

По данным 1966, 1973 и 1990 годов посёлок входил в состав Заостровского сельсовета.
В 1997 году в посёлке при станции Заостровье Лодейнопольской волости проживали 37 человек, в 2002 году — 27 человек (русские — 89 %).
В 2007 году в посёлке при станции Заостровье Лодейнопольского ГП проживали 22 человека.

## География
Посёлок расположен в северной части района у железнодорожной станции Заостровье на линии Волховстрой I — Лодейное Поле.
Расстояние до административного центра поселения — 17 км.

## Демография
| 1997 | 2007 | 2010 | 2017 |
| ---- | ---- | ---- | ---- |
| 37   | ↘22  | ↘19  | ↗198 |

Национальный состав
Согласно данным Всероссийской переписи населения 2021 года в деревне проживали 6 человек, из них русские — 4 , другие национальности — 1 человек, один человек национальность не указал.